# N.O.V.A. 3
Near Orbit Vanguard Alliance 3 (también llamado N.O.V.A. 3) es la tercera entrega de Gameloft de la serie N.O.V.A. para iOS, BlackBerry 10 y Android, con versiones planificadas para los dispositivos BlackBerry PlayBook y Windows Phone 8. El juego se lanzó en App Store el 10 de mayo de 2012.  N.O.V.A 3  cae en el género ciencia ficción, acción y aventura, de Videojuego de disparos en primera persona. Gameloft también lanzó una edición gratuita de N.O.V.A 3 que se conoce como N.O.V.A 3: Freedom Edition. A diferencia de sus predecesores, en lugar de estar fielmente orientado hacia Halo, N.O.V.A 3 está más orientado a juegos como Killzone y Call of Duty.
 N.O.V.A 3  presenta el servicio Gameloft Live de Gameloft multijugador.

## Campaña
El excomandante de la N.O.V.A, Kal Wardin, recibe una llamada de socorro de su IA, Yelena, del planeta Tierra abandonado hace mucho tiempo. Se estrelló en la ciudad de la antigua San Francisco y se une con el Sargento Becker y su escuadrón de la N.O.V.A para luchar de regreso a la base de la N.O.V.A, a la vez que deshabilita una Señal Jammer. Un volterita herido detona una bomba que lo expulsa del edificio. Después de ayudarlo a ponerse de pie, Seargent Becker y su equipo se enteran de sus actos de heroísmo en los eventos de  N.O.V.A. 2 . Luego se dirige a las matrices de sensores después de repararlas y luego continúa hacia la base. En la base, Kal descubre que N.O.V.A ha robado el artefacto de Judger. El artefacto podría transformar la Tierra de nuevo en el planeta habitable que una vez fue. Pero los Judgers no eran personas con las que jugar, y sabiendo esto, Kal jura que después de salvar el artefacto del Judger de las manos de los notorios Volteritas, renunciaría a N.O.V.A, y esta vez, permanentemente.
Él y el sargento Becker viajan en un 4x4 hasta la ubicación del artefacto. Tal como se le indicó, Becker toma el arma del 4x4 y cubre la entrada. Kal logra alcanzar el artefacto, pero justo al lado está Prometheus, quien le prohíbe obtener el artefacto. Prometeo explica que él es la mano de los jueces, y les devolverá el artefacto.
Prometheus le dice a Kal que, como era de esperar, Becker fue dominado y asesinado por el enjambre de Volteritas en la entrada. Luego explica que Kal tendrá que recuperar dos artefactos más para los Judgers para evitar que "limpien" el mundo, matando a humanos y Volteritas en el proceso. Prometheus también le dice que tendrá que llegar a la galaxia Fyna y luchar por el segundo artefacto.
El segundo artefacto está oculto en una antigua nave volterita, Therrius. Kal es teletransportado allí por Prometheus, y obtiene el artefacto, con la ayuda del nuevo aliado Volterita Maz'Rah. En el proceso, Kal también reactiva la nave, lo que ayudaría a los rebeldes Volteritas de Maz'Rah en su guerra contra los Volteritas que son hostiles a los humanos, llamado Dominio.
Luego, Kal se dirige al planeta Boreas del desierto, donde trabaja con su viejo amigo Rufus para recuperar el tercer artefacto. Sin embargo, después de luchar contra los rebeldes en Boreas y una intensa persecución de automóviles, los Volteritas escapan con el artefacto y se lo llevan a su planeta natal, Volteron, donde pretenden convertir el artefacto en un arma de destrucción masiva para usar contra los humanos.
Kal, Rufus y Yelena luego se dirigen a Volteron para obtener el artefacto, antes de que los Judgers intervinieran y eliminaran todo rastro de humanos y Volteritas. Después de luchar a través de una fuerte resistencia y desafiar ambientes hostiles, como la exploración de un Santuario Volterita, cruzar un río de lava y mucho más, se encuentran nuevamente con Maz'Rah, quien guía a Kal a través de algunos sistemas Volteritas. Después de eso, se dirigen a un templo de Volterite donde se encuentra el artefacto.
Sin embargo, al llegar al templo, Yelena es asesinada por el guardián del templo, una criatura poderosa llamada Kar'Rak. Maz'Rah revela que puede y lo ha estado controlando, diciéndole a Kal y Rufus que el Supervisor Volterita no le ha dejado más remedio que matarlos. Después de que Kal y Rufus pelean contra él mientras evade a los Kar'Rak, Maz'Rah se da cuenta de su traición y mata al Supervisor en una breve pelea, y le da a Kal el último artefacto antes de morir por las heridas que el Supervisor le había infligido. Rufus y Kal escapan de la destrucción del templo con Prometeo, quien los teletransporta.

## Episodios
1- De vuelta a casa
2- Precio de la lealtad
3- Arca Perdida
4- Semilla de la vida
5- Reloj de Arena
6- Ojo de la tormenta
7- Hielo y fuego
8- Deshielo
9- Puertas del Infierno
10- Sombras

## Modo en línea
N.O.V.A. 3 admite varias modalidades de juego, luego de haberse registrado con una cuenta de Gameloft, el jugador puede participar de varias salas con distintos tipos de misiones (capturar la bandera, tomar el punto, deathmatch, etc). A medida que el jugador aumenta la cantidad de frags, va avanzando de nivel así como también incrementa la cantidad de monedas que posee, que puede gastar en mejoras y objetos.

## Recepción
En Metacritic, el juego tiene un score promedio de 83 sobre 100 basado en 21 comentarios.